# 유로콥터 AS532 쿠거
유로콥터 AS532 쿠거(영어: Eurocopter AS532 Cougar)는 유로콥터에서 생산하는 쌍발엔진, 중형, 다목적 군용 헬리콥터이다. 최대이륙중량 9톤이다. 대한민국의 수리온(8.7톤)의 개발 원형이다.
쿠거는 에어로스페시알 SA 330 퓨마 헬기에서 훨씬 업그레이드 된 AS 332 슈퍼 퓨마의 군사용 버전이다.

## 역사
AS 332 슈퍼 퓨마는 에어로스페시알 SA 330 퓨마의 업그레이드된 버전이다. 1977년 9월에 초도비행을 하였다. 복합소재 로터 날개(composite rotor blade)를 장착했고, 랜딩 기어가 향상되었고, 수직 꼬리 날개(tailfin)도 수정되었다.
1990년에, 모든 군사용 슈퍼 퓨마의 제식번호가 AS 332 슈퍼 퓨마에서 AS 532 쿠거로 변경되었다. 이것은 민수용과 군용을 구별하기 쉽게 하기 위함이었다.
캐나다는 CH-113 래브라도를 교체하기 위해서 쿠거 구매를 고려했으나, CH-149 코모런트를 구매하기로 했다.

## 파생형
현재의 쿠거 파생형은 다음과 같다:

### AS 532UC/AC
쿠거의 숏바디 버전으로 수리온의 원형이 되었으며 유로콥터에서는 단종되었다.
- 최대이륙중량 9.0톤
- 탑승인원 2+20

### AS 532 UL/AL
쿠거의 롱바디 버전이며 생산판매 중이다
- 최대이륙중량 9.3톤
- 탑승인원 2+25

### AS 532 SC
AS 532SC는 해군용 버전이다. 다음과 같은 임무에 쓰인다:
- 대 수상함 전투 대수상함전 (ASUW), AM 39 엑조세 미사일을 탑재한다.
- 대 잠수함 전투 대잠수함전 (ASW), 가변심도 소나와 어뢰를 장착한다.
- 탐색과 구조
- 해상 순찰

### AS 535
프랑스 육군의 전투 수색 및 구조 (Combat Search and Rescue, CSAR 또는 프랑스어로 RESCO) 버전이다.

### EC 725 Super Cougar
- 최대이륙중량 11.0톤
- 탑승인원 2+29

### IAR-330Puma
- 루마니아(Romanian)가 프랑스의 Aerospatiale SA-330 Puma헬기를 Braşov인근의 IAR Ghimbav공장에서 면허생산 (최대 이륙중량 : 7.4t) 하고있다.
- IAR-330 SAR (search and rescue)형 : 루마니아해군에서 프리깃함에 탑재하여 수색구조, 의료수송및 해상초계 임무등에 투입 운용되고 있는 버전으로 메인로터 수동폴딩 및 비상시 수상 착수용 플로터를 장착
- IAR-330L Socat : IAR-330 Puma가 공격형 헬기로 업그레이드된 버전

### 수리온
- 유로콥터와 합작 개발한 한국형 기동 헬기인 수리온은 AS-532 UC/AC 쿠거의 숏바디 버전이 원형이다.
- 수리온 : 최대 이륙중량 8.7톤 - 승무원4 무장 9명

## 군사용 운용국가

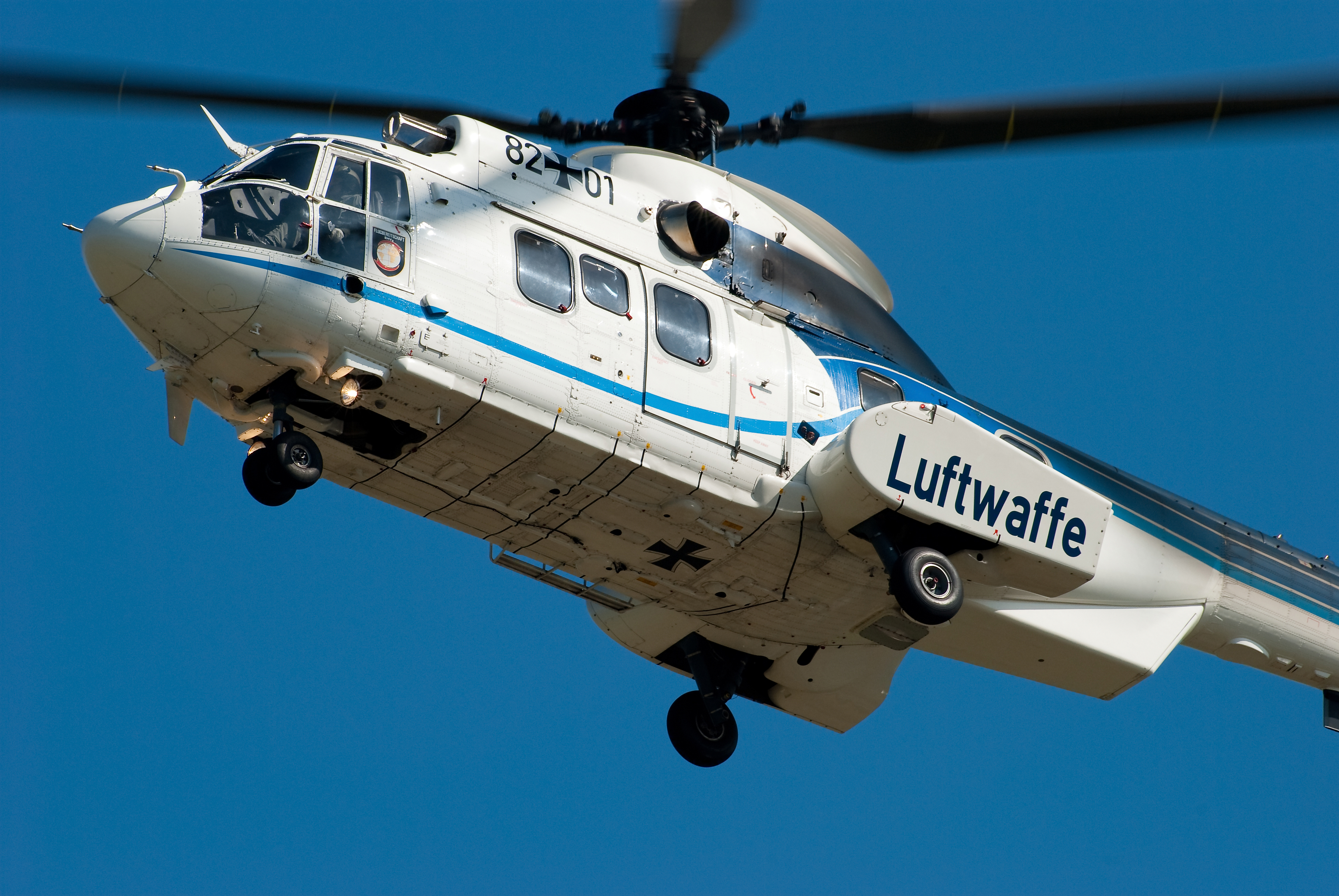
독일 공군의 유로콥터 AS532U2 쿠거 Mk2

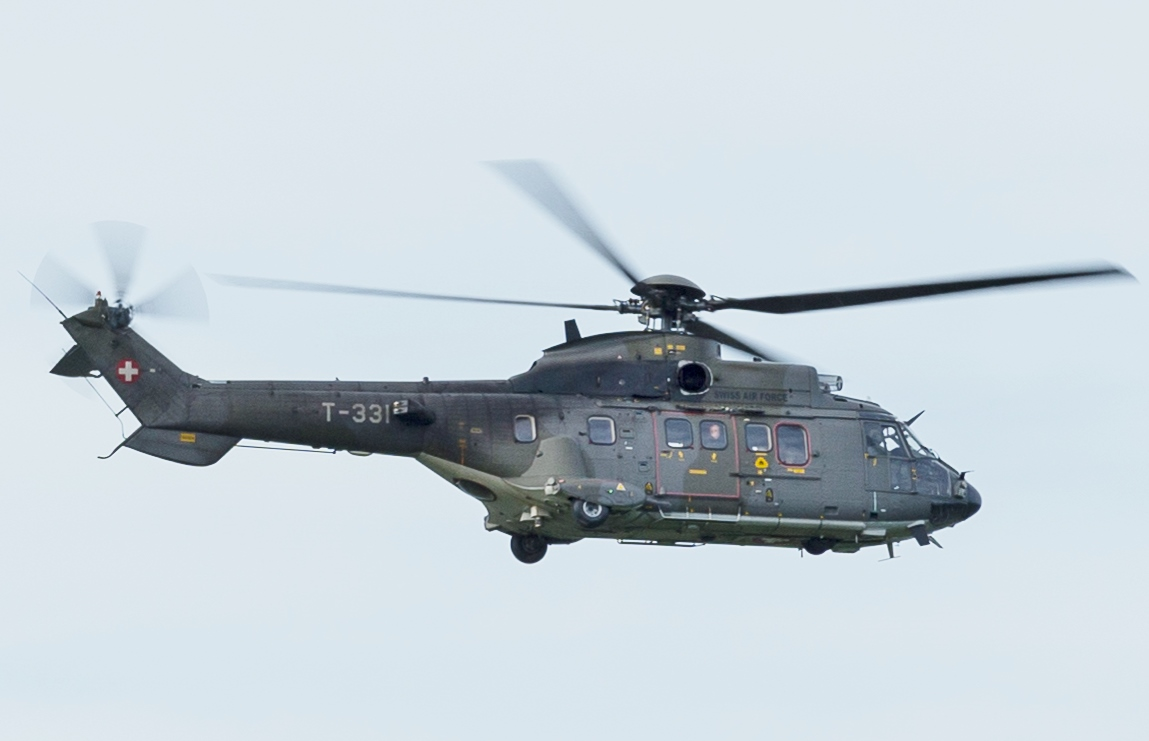
스위스 공군의 유로콥터 AS532UL 쿠거 Mk1

| - 아르헨티나 - 볼리비아 - 브라질 - 불가리아 - 카메룬 - 칠레 - 중국 | - 에콰도르 - 프랑스 - 가봉 - 독일 - 그리스 - 인도네시아 | - 일본 - 요르단 - 쿠웨이트 - 말레이시아 - 멕시코 - 네팔 | - 네덜란드 - 나이지리아 - 오만 - 파나마 - 카타르 - 사우디아라비아 | - 싱가포르 - 슬로베니아 - 대한민국 - 스페인 - 스웨덴 - 스위스 | - 태국 - 토고 - 튀르키예 - 아랍에미리트 - 베네수엘라 - 자이르 |

## 제원 (AS532 UB)
일반 특성
- 승무원: 2명
- 수용량: 20명
- 길이: 15.53 m (50 ft 11½ in)
- 로터직경: 15.6 m (51 ft 2 in)
- 높이: 4.92 m (16 ft 2 in)
- 원판면적: 206 m² (2,217 ft²)
- 공허중량: 4,350 kg (9,590 lb)
- Useful load: 4,650 kg (10,250 lb)
- 최대이륙중량: 9,000 kg (19,840 lb)
- 엔진: 2 × Turbomeca Makila 1A1 turboshaft, 1,185 kW (1,589 shp) 각각

성능
- 초과금지속도: 278 km/h
- 최대속도: 249 km/h
- 순항속도: 239 km/h
- 항속거리: 573 km (310 nm, 357 mi)
- 상승한도: 3,450 m (11,319 ft)
- 상승률: 7.2 m/s (1,417 ft/min)

## 같이 보기
유사 항공기
- 시콜스키 S-70
- 수리온
- 유로콥터 EC725
- 아구스타웨스트랜드 AW-149
- 밀 Mi-8

관련 목록
- 헬리콥터 목록